# Guéckédou
Guéckédou (ou Guéckédougou ou Gueckedou ou Guékédou) est une ville de Guinée située au sud du pays, au carrefour des frontières libérienne et sierraléonaise. C'est le chef-lieu de la préfecture homonyme dans la région de Nzérékoré .

## Histoire
Une mission catholique y a été créée en 1951.
Au début du XXIe siècle, Guéckédou et ses environs sont le théâtre de combats lorsque des rebelles venus du Liberia y affrontent l'armée guinéenne. Après une première incursion subie par la sous-préfecture de Tékoulo le 27 novembre 2000, la ville de Guéckédou est attaquée à son tour le 6 décembre 2000. Les hommes du  Mouvement de libération uni pour la démocratie au Libéria (ULIMO) occupent la partie de la ville la plus proche de la frontière, celle qui abrite les principaux bâtiments administratifs (préfecture, mairie), ainsi que la gendarmerie et l'hôpital central. Cette occupation entraîne un mouvement de populations vers des localités du nord et le retrait des ONG qui assistaient quelque 200 000 réfugiés vivant dans la préfecture. La ville est reprise par l'armée guinéenne au début du mois de février 2001.

## Géographie

### Relief et hydrologie
La localité est située à une altitude de 392 m, dans une zone très boisée (Guinée forestière) de la dorsale guinéenne. 
Elle est arrosée au sud-ouest par la Makona (Moa), un fleuve côtier devenu un espace de fête et de convivialité après les événements tragiques de 2001. Le fleuve Boya qui prend sa source dans la zone de Macenta traverse la ville pour rejoindre la Waou à l'Ouest. 

### Climat
Guéckédou possède un climat de savane de type Aw selon la classification de Köppen, avec une température annuelle moyenne de 26,4 °C et des précipitations d'environ 814 mm par an, beaucoup plus abondantes en été qu'en hiver. 

## Population
Gueckedou peut être qualifiée de ville-champignon. Entre 1983 et 2008 sa croissance a été fulgurante. Alors qu'en 1983 elle n'était qu'une bourgade de 2800 habitants, sa population était estimée à 221 715 habitants en 2008 (contre 79 140 en 1996 - soit une hausse moyenne annuelle de 8,56 % sur cette période de 12 ans) . Elle est devenue ainsi la troisième ville la plus peuplée du pays, après Conakry et Nzérékoré et avant Kankan.
À partir d'une extrapolation du recensement de 2014 (RGPH3), la population de Gueckédou Centre a été estimée à 71 298 personnes en 2016.
On y parle principalement le kissi, qui est la langue des Kissia  , principal peuple y vivant.

## Économie
Au carrefour des routes de Kailahun (Sierra Leone), Kissidougou et Macenta, c'est une ville commerçante où l'on vend du riz, du café, des noix de cola, de l'huile et des noix de palme. Une usine y produit de l'huile de palme et du savon.

## Infrastructures
La ville est dotée d'un hôpital préfectoral. 

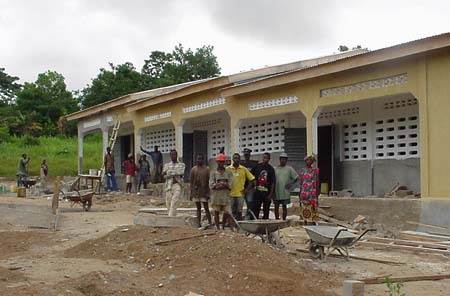
Une école à Guéckédou.

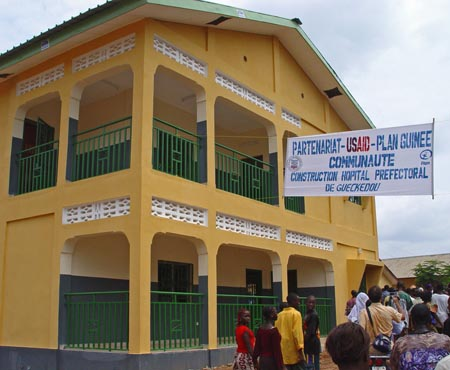
L'hôpital préfectoral.

Elle possède également un Centre de traitement Ebola (CTE) mis en place sur les hauteurs de la ville par une équipe de Médecins sans frontières pendant l'épidémie de maladie à virus Ebola en Afrique de l'Ouest, dans un lieu où l'on organisait autrefois la lutte contre la trypanosomiase africaine (ou maladie du sommeil). C'est en effet dans un village de la préfecture de Guéckédou qu'a débuté l'épidémie en 2013.

## Personnalités nées à Guéckédou
- Sory Camara (1939-), anthropologue
- Pascal Feindouno, footballeur
- Sia Tolno (1975-), artiste chanteuse
- Elie Kamano, (1984-), artiste
- François Kamano, footballeur
- Jacques Lewa Leno, journaliste
- Faya Lansana Millimouno, homme politique.